# Johnny Roeg
Nathan (Johnny) Roeg (Amsterdam, 6 januari 1910 – 21 oktober 2003) was een Nederlands voetballer.

## Carrière
Roeg speelde voor AFC Ajax in de jaren dertig twee seizoenen in het eerste elftal van de club. Tussen 1934 en 1936 speelde hij als aanvaller 26 wedstrijden. Hij kwam tot zestien treffers. Roeg is een van de Joodse spelers in de geschiedenis van Ajax. Tijdens de Tweede Wereldoorlog wist hij, in tegenstelling tot de andere Ajacied Eddy Hamel, onder te duiken en de oorlog te overleven. Hij bleef zijn leven lang lid van Ajax en werd enkele weken voor zijn overlijden door toenmalig voorzitter John Jaakke geëerd met een gouden horloge wegens zijn zeventigjarig lidmaatschap van de club.> Roeg, Hamel, Bennie Muller en Daniel de Ridder staan bekend als de enige officieel Joodse spelers in het verleden van Ajax.